# سيدي علي القرجاني

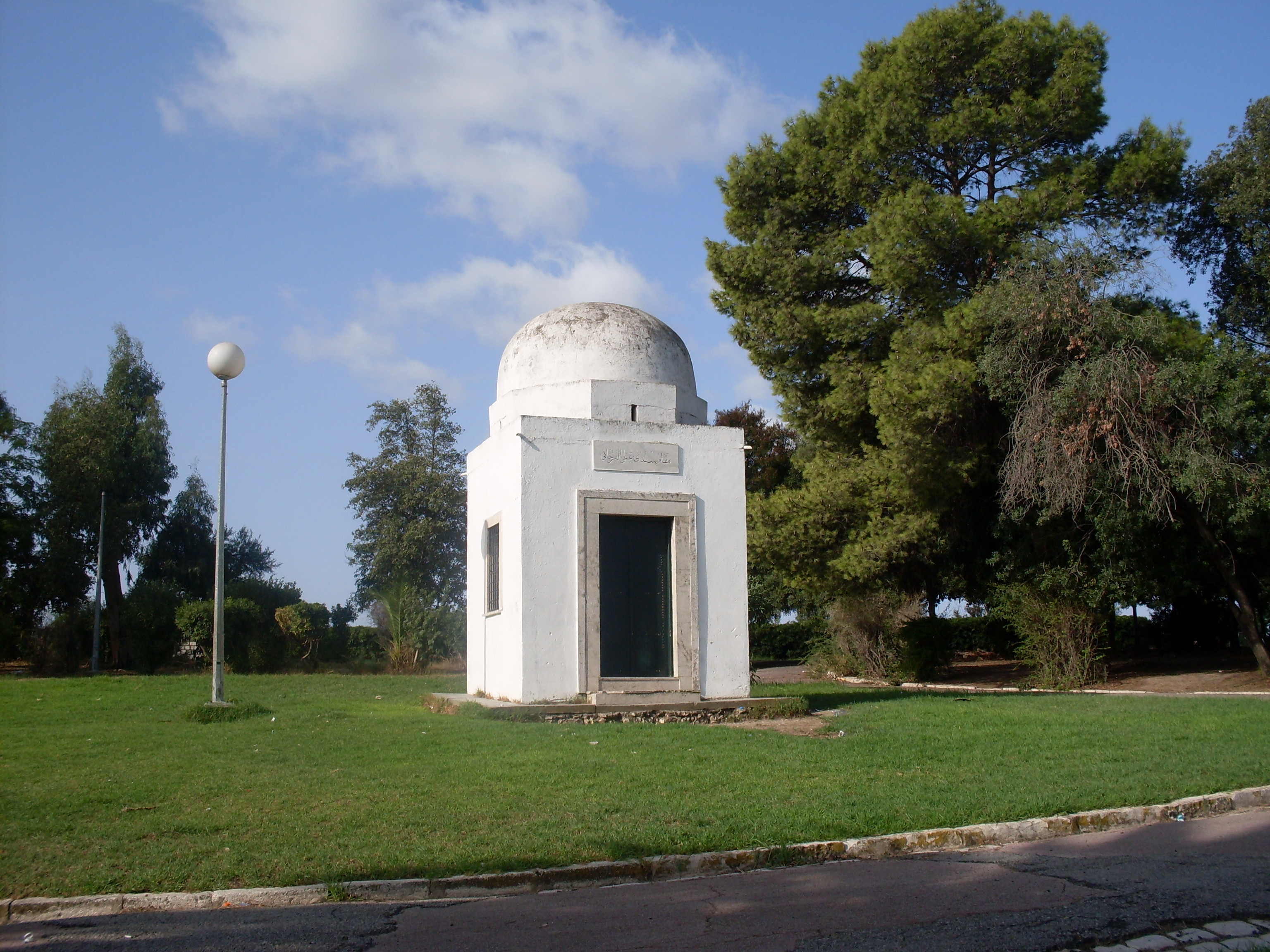
ضريح سيدي علي القرجاني يتوسط حديقة تحمل نفس الاسم

سيدي علي القرجاني هو أبو الحسن علي القرجاني صاحب كتاب «المناقب» في رجال الشرف والذي توفي سنة 1282م ودفن في مقبرة تحمل إسمه، جنوب مدينة تونس العتيقة.
استبدلت هذه المقبرة بحديقة عمومية، وهي حديقة القرجاني.